# Dario (Gattung)
Dario ist der Name einer von zwei Gattungen der Familie der Blaubarsche. Es handelt sich bei den Vertretern dieser Gattung um sehr kleine Süßwasserfische mit einer Körperlänge von maximal 2,5 cm. Dario-Arten kommen in Südasien in kleinen Gewässern in den Einzugsbereichen von Brahmaputra und Irrawaddy in Indien, Myanmar und Südchina vor.

## Beschreibung
Von Badis, der anderen Gattung der Blaubarsche, unterscheiden sich die Tiere durch ihre geringere Größe, das Fehlen eines Flecks auf der Schwanzflossenbasis, einen fehlenden Unteraugenstreifen, das Fehlen von Zähnen auf der Basibranchiale (Knochen an der Basis des Kiemenbogens) und der Basihyale (ein Element zwischen den Zungenbein) und das Fehlen von Poren des sensorischen Systems auf dem Unterkieferknochen. Mit Poren versehene Schuppen an der Seitenlinie fehlen ebenfalls. Die Bauchflossen der Männchen sind verlängert und reichen bis über die Basis des ersten Afterflossenstrahls. Im Unterschied zu Badis beteiligen sich die Männchen von Dario nicht an der Brutpflege, sondern verteidigen nur das Revier.

## Arten
In der Gattung Dario werden gegenwärtig neun Arten geführt:
- Bengalischer Zwergblaubarsch, Dario dario (Hamilton, 1822)
- Dario dayingensis Kullander & Britz, 2002
- Dario huli Britz & Ali, 2015
- Dario hysginon Kullander & Britz, 2002
- Dario kajal Britz & Kullander, 2013
- Dario melanogrammus Britz et al., 2022[3]
- Dario neela Britz, Anoop & Dahanukar, 2018[4]
- Dario tigris Britz et al., 2022[3]
- Dario urops Britz, Ali & Philip, 2012